# Casa della vedova piangente
La casa della vedova piangente (in ucraino Дім невтішної вдови, Дім вдови, що плаче?) è un punto di riferimento architettonico nella città di Kiev, capitale dell'Ucraina, situata in via Lyuteranska 23.
L'edificio fu costruito nel 1907 in stile Art Nouveau dall'architetto Eduard Bradtman e commissionato da Serhiy Arshavsky, un ricco mercante di Poltava, che lo occupò prima della rivoluzione bolscevica. Per molti anni ha mantenuto il nome del suo primo proprietario e ancora oggi viene talvolta chiamato edificio Serhiy Arshavskyi. Dopo la rivoluzione fu occupata dalla Federazione Internazionale dei Gruppi del Comitato Centrale del Partito Comunista dell'Unione Sovietica.
Attualmente è una delle residenze ufficiali del Presidente dell'Ucraina e ha ospitato visitatori di stato, tra cui i Segretari di Stato statunitensi Madeleine Albright e Condoleezza Rice, e i Presidenti di Lituania e Brasile.
Questo soprannome è dovuto al fatto che quando piove l'acqua si riversa sulla scultura presente sulla facciata dell'edificio che rappresenta un viso di donna, scorrendole lungo le guance come se fossero lacrime.